# Max Brose
Max Brose (* 4. Januar 1884 in Osnabrück; † 11. April 1968 in Coburg) war ein deutscher Kaufmann und Industrieller. Er gründete im Jahre 1908 das Unternehmen Brose Fahrzeugteile GmbH und leitete es bis zu seinem Tode. Von 1933 bis 1945 war er Mitglied der NSDAP und von 1938 bis 1945 Wehrwirtschaftsführer. Brose stellte sein Unternehmen auf Rüstungsgüter (Granaten und Aufschlagzünder) um und beschäftigte Zwangsarbeiter. Nach dem Krieg wurde er als Mitläufer eingestuft. In den 1990er Jahren wurde in Hallstadt und 2015 in Coburg eine Straße nach ihm benannt.

## Leben
Max Broses Eltern waren Karl Brose, ein Wagenbauer, und Maria Brose, geborene Bußmann. Er wuchs in Elberfeld auf und besuchte dort die Oberrealschule, die er nach den erfolgreich abgelegten Prüfungen der Untersekunda im Jahr 1900 verließ. Es folgte eine kaufmännische Ausbildung, unter anderem im elterlichen Betrieb, bevor er ab 1906 seinen Militärdienst absolvierte. Anschließend eröffnete Max Brose am 4. März 1908 in Berlin ein Handelshaus für Automobil-Beschläge.
Im Jahr 1911 heiratete der katholische Brose die evangelische Pfarrerstochter Elfriede Lehmann (* 12. Februar 1885; † 16. Januar 1965). Im Jahr 1912 kam die erste Tochter Gisela zur Welt, 1918 folgte Christa. Im Ersten Weltkrieg wurde Brose als Reserveoffizier bei den Kraftfahrtruppen an der Ost- und der Westfront eingesetzt und unter anderem mit dem Eisernen Kreuz 1. Klasse ausgezeichnet.
Am 13. November 1921 wurde Brose als Mitglied der nationalliberalen DVP in den Coburger Stadtrat gewählt, legte aber schon im Juni 1924 sein Mandat nieder. Im Spruchkammerverfahren gab er an, zu Zeiten der Weimarer Republik auch der antisemitischen und nationalkonservativen DNVP angehört zu haben. Im Dezember 1926 erfolgte erstmals seine Wahl in die Industrie- und Handelskammer zu Coburg. Nach der Gleichschaltung der IHK durch die Nationalsozialisten und der Unterwerfung der Kammer unter dem Führerprinzip ernannte das Reichswirtschaftsministerium Anfang 1935 Brose zum Präsidenten der IHK zu Coburg, nachdem er zuletzt am 20. Mai 1933 in die IHK gewählt worden war. Das Amt des Präsidenten hatte er bis zur Auflösung der Coburger IHK im April 1943 inne. Aufgrund seines Antrages vom 8. Juni 1933 trat Brose rückwirkend zum 1. Mai desselben Jahres der NSDAP bei (Mitgliedsnummer 3.059.434), in das Nationalsozialistische Kraftfahrkorps trat er im Herbst 1933 ein. Am 20. April 1938 ernannte ihn das Wehrwirtschafts- und Rüstungsamt zum Wehrwirtschaftsführer, eine Auszeichnung für Leiter von rüstungswichtigen Unternehmen. 
Brose erwarb zudem, ebenfalls 1935, zusammen mit seinem Geschäftspartner Ernst Jühling bei einer Zwangsversteigerung die Villa des jüdischen Geschäftsmanns Abraham Friedmann. Im Rahmen der Arisierung wurden formell ordnungsgemäße „Verkäufe“ inszeniert, dies geschah jedoch unter erheblichen faktischen und/oder behördlichen Zwängen, sodass der Verkäufer nur selten einen angemessenen Preis erzielen konnte. Ebenso wurde Brose zum „Abwehrbeauftragten“ seines Unternehmens ernannt. Verbrieft ist ein von Brose unterschriebener Aufruf an die eigenen Mitarbeiter im Umgang mit den zwangsarbeitenden Kriegsgefangenen mit den Worten „Humanitätserscheinungen sind keineswegs am Platze!“ Abwehrbeauftragte wurden vom Reichsführer SS oder dem Oberkommando der Wehrmacht ernannt, arbeiteten eng mit der Gestapo zusammen und sollten die Belegschaft kontrollieren. Ihnen unterstanden auch die Lagerführer der betriebseigenen Zwangsarbeiterlager. Der Geschichtsprofessor Andreas Dornheim bestätigte in einem Interview, dass es Indizien gäbe, dass Brose als „Hilfsorgan der Gestapo“ fungierte.
Im Entnazifizierungsverfahren nach 1945 reihte die Spruchkammer Coburg-Stadt Brose nach der Anklage als Belasteter am 22. März 1948 in die „Gruppe der Minderbelasteten“ ein. Nach Berufung folgte die letztinstanzliche Einstufung als Mitläufer durch die Hauptkammer Nürnberg, Zweigstelle Ansbach am 23. Juli 1949 und die Leistung eines Sühnebetrags von 2000 Mark. Jedoch gab es nach dem Zweiten Weltkrieg Bemühungen, die alten Eliten in den Wiederaufbau Deutschlands mit einzubinden. In diesem Kontext wurden immer wieder Aussagen von Entlastungszeugen mit zweifelhaften Wahrheitsgehalt akzeptiert. Daher werden Entnazifizierungsverfahren von Historikern häufig als fragwürdig angesehen.
Brose starb 1968. Seine Nachfolge in der Unternehmensleitung übernahm zunächst seine Tochter Gisela Brose, dann 1971 sein Enkel Michael Stoschek.

## Brose-Unternehmen
Das im Jahr 1904 im späteren Berliner Ortsteil Moabit gegründete Handelshaus für Fahrzeugteile wuchs stetig. Das Management verstand es, sich den neueren technischen Entwicklungen immer wieder anzupassen.
Am 14. Juni 1919 gründete Max Brose zusammen mit dem Chemiker Ernst Jühling, den er gegen Kriegsende zufällig kennengelernt hatte, in Coburg durch Übernahme der Firma Haußknecht die Gesellschaft Metallwerk Max Brose & Co. 1928 begann er die Entwicklung und Herstellung von Fensterhebern für Automobile, ab 1936 wurde die Produktion auf den 20-Liter-Wehrmacht-Einheitskanister und im Zweiten Weltkrieg auf Aufschlagzünder und Sprenggranaten umgestellt und galt damit als kriegswichtiger Betrieb. In dieser Zeit waren bei Brose bis zu 900 Mitarbeiter beschäftigt, unter anderem auch gegen Ende des Krieges 200 sowjetische Kriegsgefangene, für die ein Lager direkt neben dem Werk von der Wehrmacht unterhalten wurde. Der Einsatz von Kriegsgefangenen in der Kriegswirtschaft gilt im völkerrechtlichen Sinne als Zwangsarbeit. Im Staatsarchiv Coburg finden sich in den Akten zu Brose belastende Aussagen über die Misshandlungen von Zwangsarbeitern.
Nach dem Ende des Krieges, als Berlin Viersektorenstadt wurde, verlegte Brose den Hauptsitz des Handelsunternehmens nach Coburg, wo sich bereits das Metallwerk Max Brose & Co befand. Die Zweigniederlassung blieb jedoch in Berlin bis 1956 erhalten.
Ab 1951 ließ Max Brose eine portable Schreibmaschine bauen, verließ aber dieses Geschäftsfeld 1959 wieder. Am 3. September 1956 starb Ernst Jühling, seine Erben wurden von Max Brose ausbezahlt.
Bis 1968, dem Todesjahr von Brose, wuchs sein Unternehmen unter anderem durch die Markteinführung des elektrischen Fensterhebers auf rund 1000 Mitarbeiter bei 50 Millionen DM Umsatz. Es war neben der Firma Waldrich Coburg der wichtigste industrielle Arbeitgeber in Coburg und entwickelte sich in den folgenden Jahrzehnten als Brose Fahrzeugteile GmbH weiter zu einem bedeutenden Zulieferer der Automobilindustrie.

## Kontroverse um Ehrung
In den Jahren 2004 bis 2015 sorgte die Möglichkeit einer Straßenbenennung nach Max Brose für kontroverse Diskussionen. Mit dem Hinweis auf „die unklare Rolle Max Broses im Nationalsozialismus“, er war NSDAP-Mitglied, Wehrwirtschaftsführer und beschäftigte Zwangsarbeiter, folgte der Coburger Stadtrat nicht der Initiative seiner CSU-Fraktion zur Umwidmung der Von-Schultes-Straße, die am Firmensitz der Brose Fahrzeugteile GmbH in Coburg vorbeiführt. Dies fasste Broses Enkel Michael Stoschek als Beleidigung auf, worauf das Unternehmen seine Zuwendungen an örtliche Vereine und soziale Einrichtung stark kürzte. Nachdem dieser Sachverhalt in einem Kommentar der Süddeutschen Zeitung (Der beleidigte Weltkonzern) zu Beginn des Jahres 2015 aufgegriffen wurde, kam erneut Bewegung in die Angelegenheit. In der folgenden, auch in überregionalen Medien geführten, Diskussion stützte sich Stoschek auf die von ihm beauftragte und finanzierte Firmenchronik von Gregor Schöllgen sowie die Akte des Spruchkammerverfahrens gegen Max Brose aus dem Jahr 1948, um einen Vorbildcharakter seines Großvaters zu belegen. Kritik wurde etwa von Seiten des Zentralrats der Juden oder der evangelischen Kirche laut. Diese sahen die Vergangenheit Broses als noch nicht ausreichend aufgearbeitet. Ebenso gelte die von Schöllgen geschriebene und als Entlastungsbeweis aufgeführte Firmenchronik als unwissenschaftlich, da sie ohne Fußnoten auskäme, zu einseitig sei und den Stand der NS-Forschung ignoriere. In seiner Sitzung vom 21. Mai 2015 stimmte der Coburger Stadtrat auf Antrag von OB Tessmer erneut über eine Umwidmung ab und bestätigte diese mit 26:11 Stimmen.
In einer Glosse beschreibt SZ-Autor Olaf Przybillav im November 2020, wie es zur Idee einer Benennung einer Straße nach Max Brose gekommen sei.